# Aum, aum
«Aum, aum» es una canción interpretada por el grupo mexicano OV7, incluida en su noveno álbum de estudio 7 latidos (2001). Esta canción fue lanzada como el segundo sencillo oficial del disco a través de Epic y Sony Music el 3 de noviembre de 2001.

## Promoción
La canción también formó parte de los 90's Pop Tour junto con otros éxitos más de la banda y de otros artistas y grupos musicales que marcaron esta década.

## Vídeo musical
Los integrantes de OV7 realizan diferentes profesiones; por ejemplo: Kalimba es un Garrotero, Mariana una mesera, Lidia una masajista, etc. Mientras trabajan interpretan la canción.

## Posicionamiento en listas
| Lista (2002)   | Posición |
| -------------- | -------- |
| México Top 100 | 41       |